# Muhos
Muhos [ˈmuhɔs] ist eine Gemeinde im Norden Finnlands. Sie liegt rund 35 km südöstlich der Stadt Oulu in der Landschaft Nordösterbotten. Muhos ist ausschließlich finnischsprachig.

## Überblick
Die Gemeinde wurde 1865 gegründet und umfasst neben dem Kirchdorf Muhos die Dörfer Hyrkäs, Kurkiperä, Kylmälänkylä, Laaji, Laitasaari, Laukka, Leppiniemi, Montta, Muhosperä, Mökkikylä, Petäikkö, Pyhänsivu, Päivärinne, Pälli, Rautionkylä, Rova, Sanginjoki, Soso, Suokylä, Tuppu und Tuuru. Der Siedlungsschwerpunkt liegt entlang des Flusses Oulujoki, der das Gemeindegebiet in einem weiten Bogen in Ost-West-Richtung durchfließt.
Die 1634 erbaute Holzkirche von Muhos ist eine der ältesten Finnlands.
Muhos ist der Geburtsort der Schönheitskönigin Armi Kuusela (* 1934), die 1952 zur ersten Miss Universe gekürt wurde sowie des Ringers Kalle Anttila (1887–1975).

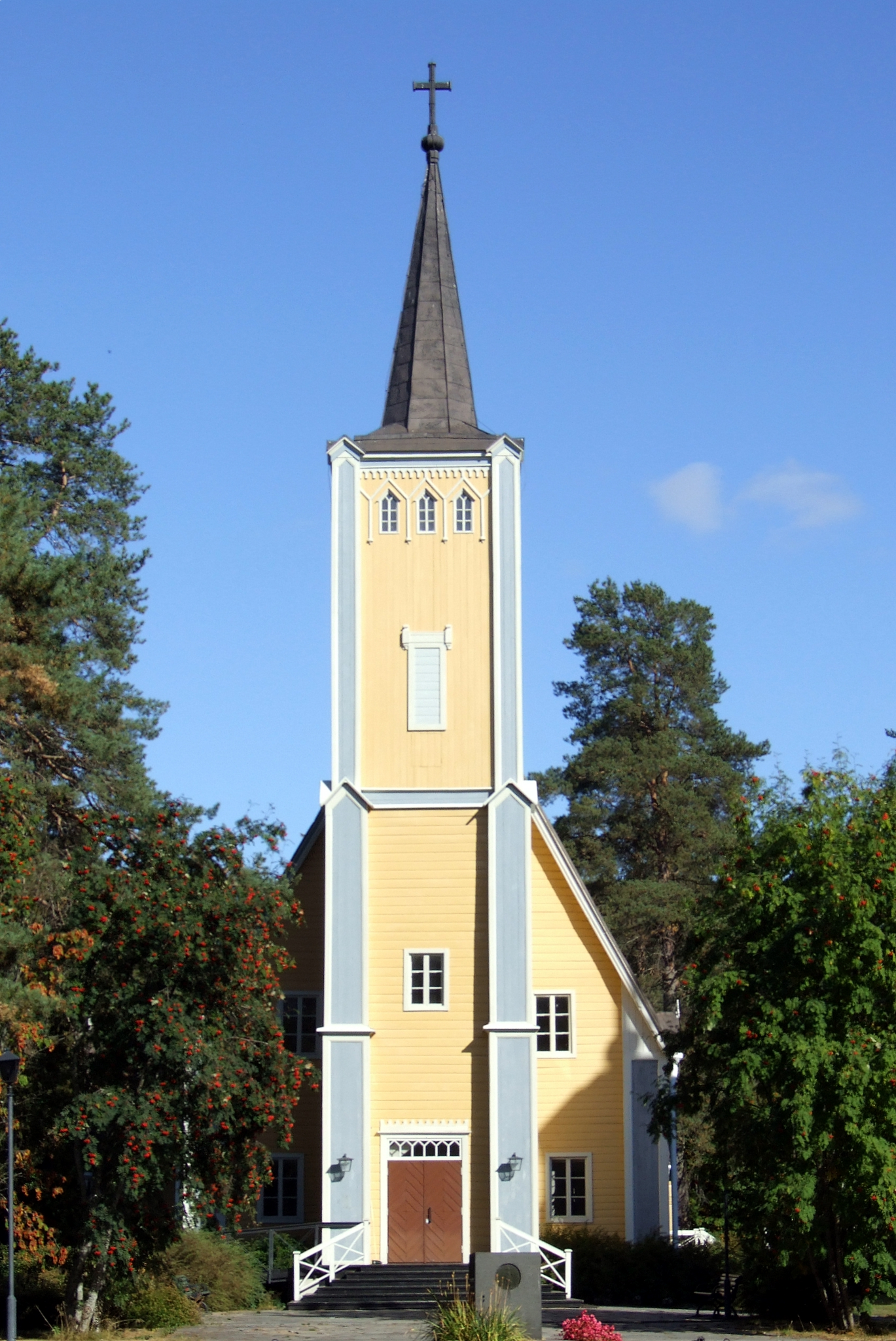
Die Kirche von Muhos
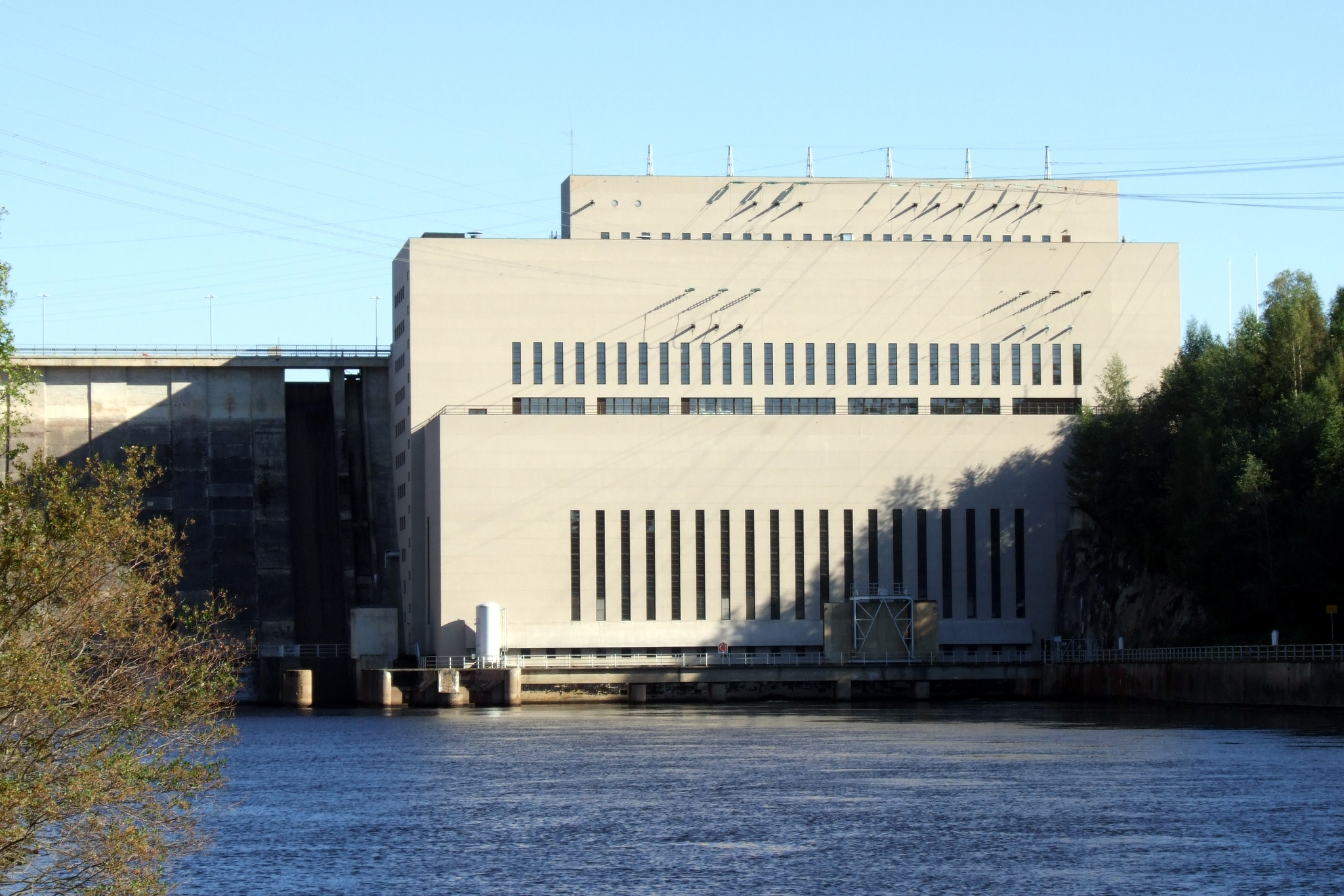
Das Pyhäkoski-Wasserkraftwerk am Oulujoki bei Muhos

## Politik

### Gemeinderat
Wie in Nordfinnland verbreitet, ist die Zentrumspartei in Muhos die stärkste politische Kraft. Sie stellt im Gegensatz zu vielen anderen Gemeinden in Nordösterbotten jedoch nicht die absolute Mehrheit im Gemeinderat. Bei der Kommunalwahl 2012 erhielt sie trotz Verlusten gut 40 % der Stimmen und damit 15 der 35 Abgeordneten. Die beiden anderen großen Parteien des Landes, die konservative Nationale Sammlungspartei und die Sozialdemokraten spielen mit vier beziehungsweise drei Sitzen im Gemeinderat eine untergeordnete Rolle. Ebenfalls im Gemeinderat vertreten sind die rechtspopulistischen Wahren Finnen mit sieben Sitzen und das Linksbündnis mit fünf Abgeordneten. Die örtliche Wählergemeinschaft „Yhteislista Muhoksen sitoutumattomat“ (YMS) erhielt bei ihrer ersten Kandidatur auf Anhieb einen Sitz.
| Partei                    | Wahlergebnis 2012 | Sitze   |
| ------------------------- | ----------------- | ------- |
| Finnische Zentrumspartei  | 40,7 % (−4,3)     | 15 (−2) |
| Wahre Finnen              | 20,6 % (+8,2)     | 7 (+3)  |
| Linksbündnis              | 13,4 % (−2,8)     | 5 (−1)  |
| Nationale Sammlungspartei | 10,8 % (+0,7)     | 4 (+1)  |
| Sozialdemokraten          | 9,3 % (−2,1)      | 3 (−1)  |
| YMS                       | 4,4 % (+4,4)      | 1 (+1)  |
| Andere                    | 0,8 % (+0,8)      | 0 (±0)  |

## Söhne und Töchter der Gemeinde
- Kalle Anttila (1887–1975), Ringer
- Niilo Hartikka (1909–1998), Leichtathlet
- Eero Tapio (1941–2022), Ringer
- Jouko Alila (* 1950), Fußballspieler